# ایرک بیتیگ
کتاب ایرک بیتیگ (Irk Bitig) - (در ترکی ایرک= فال، بیتیگ= کتاب)، کتابی است که با خط رونیک نوشته شده است، تاریخ دقیق و قدمت این کتاب مشخص نیست اما مربوط به سالهای قبل از ۹۰۰ میلادی می‌باشد.
این کتاب یا کتابچه در غارهای بین بودا(bin buda)، در شهر تونگ هونگ (Hung Tung)، ترکستان شرقی مابین دست نوشته‌هایی یافت شده است.

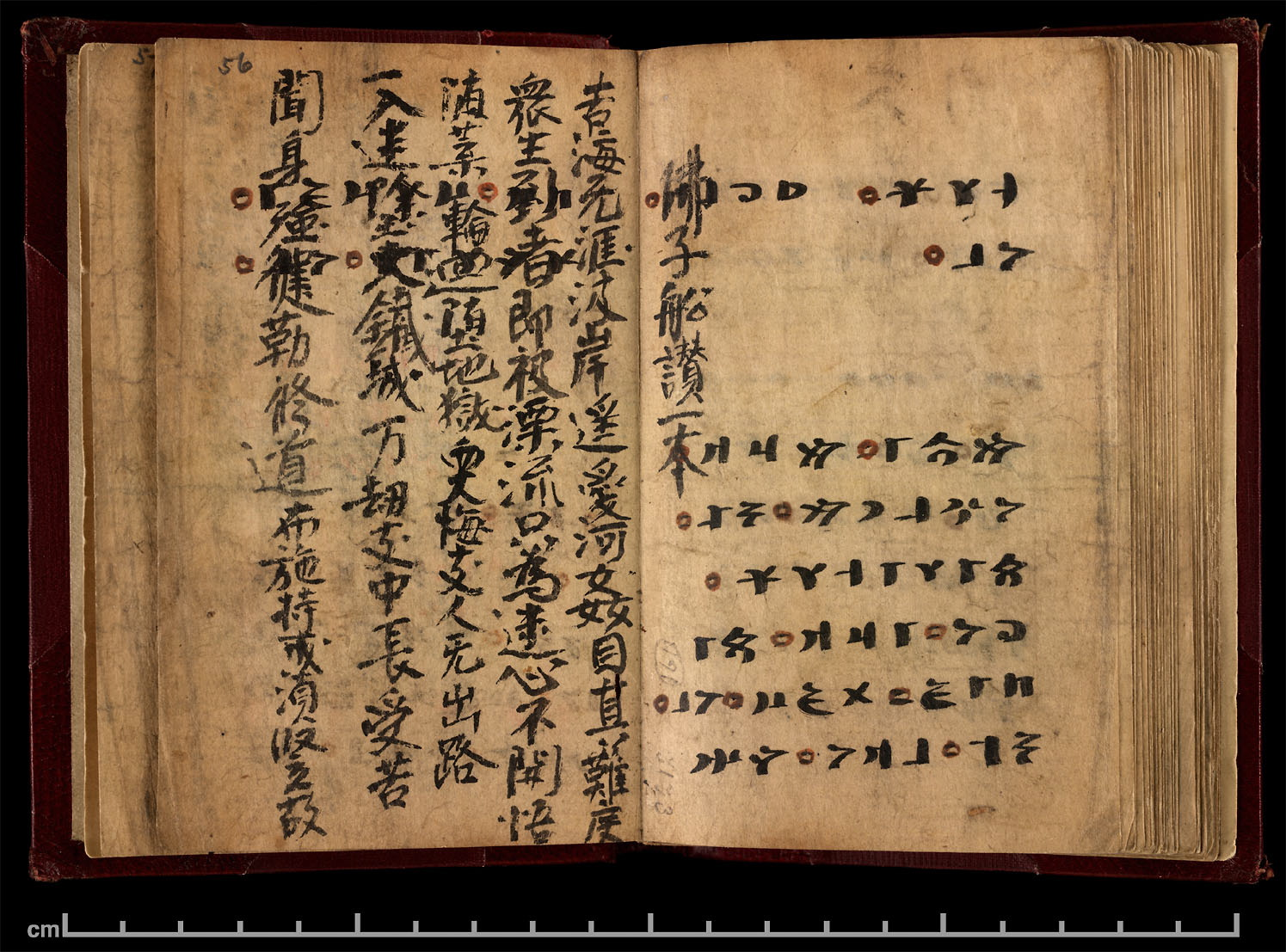
دو صفحه اول کتاب ایرک بیتیگ.

## پیوند به ایران
- Irk Bitig manuscript at the International Dunhuang Project[پیوند مرده]
- Transliteration with German glosses and parallel English translation
- Runic font text with parallel transliteration and translation